# Symphonie no 5 de Hartmann
Symphonie concertante
Pour les articles homonymes, voir Symphonie no 5.
La Symphonie no 5 sous-titrée symphonie concertante est une symphonie de Karl Amadeus Hartmann. Composée en 1950, elle fut créée le 21 avril 1951 par Hans Müller-Kray à Stuttgart.

## Analyse de l'œuvre
1. Toccata lebhaft
2. Mélodie langsam
3. Rondo lustig sehr lebhaft